# El Paraíso (El Paraíso)
El Paraíso (uit het Spaans: "Het paradijs") is een gemeente (gemeentecode 0704in het departement El Paraíso in Honduras. De gemeente grenst aan Nicaragua.

## Bevolking
De bevolking is als volgt verdeeld:
| Vrouwen | 23.709 | 52% |
| Mannen  | 21.929 | 48% |

## Dorpen
De gemeente bestaat uit 38 dorpen (aldea), waarvan de grootste qua inwoneraantal: El Paraíso (code 070401), Las Selvas (070409)  en Santa Cruz (070413).